# May Aufderheide

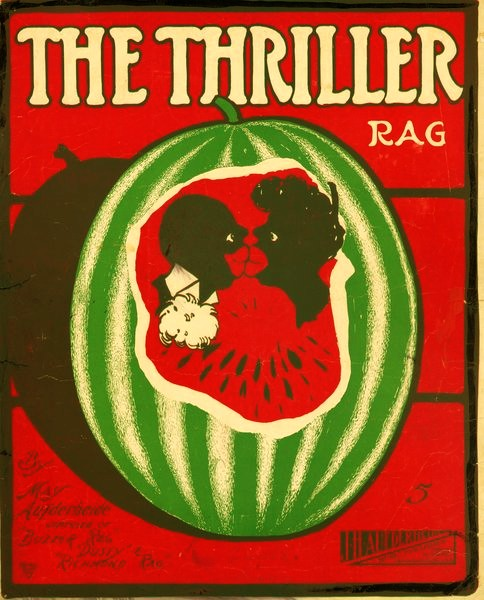
"The Thriller Rag", una de les composicions més famoses d'Aufderheide

May Frances Aufderheide Kaufman (Indianàpolis, Indiana, 21 de maig de 1888 – Pasadena, Califòrnia, 1 de setembre de 1972) fou una compositora estatunidenca de ragtime, probablement la més reconeguda entre les compositores femenines d'aquest estil.
Aufderheide és autora de rags famosos de principis del segle XX com Dusty Rag (1908), The Thriller (1909) o Buzzer Rag (1909).

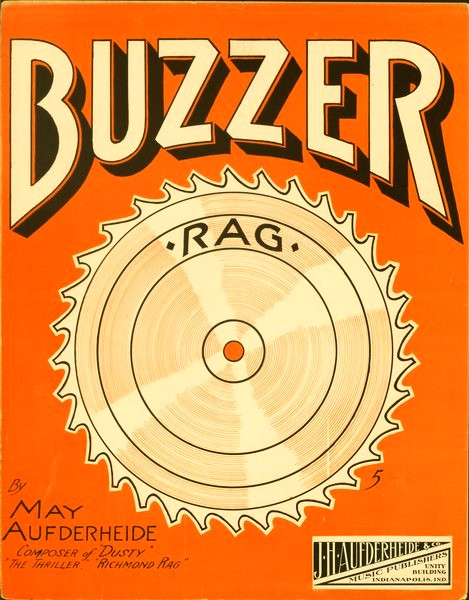
Buzzer Rag, 1909.

## Biografia
Mary Frances Aufderheide va créixer en una família de músics d'Indianapolis. Els seus pares van ser John Henry Aufterheide, un violinista que treballava en el sector bancari, i Lucy M. Aufderheide. La seva tia, May Kolmer, era una talentosa pianista que tocava concerts amb la Indianapolis Symphony. Va aprendre piano clàssic amb ella quan era una adolescent, i va començar a escriure els seus primers ragtimes al final dels seus estudis. Va publicar la seva primera obra, Dusty Rag, a principis de maig de 1908.
Es va casar amb un jove arquitecte, Thomas Kaufman, l'any 1908, i es va establir a Richmond (Virgínia) a finals del mateix any. Més tard, el pare de May va fundar el "J. H. Aufderheide & Company" per publicar les obres de la jove pianista, així com les de la seva cosina: Frieda Aufderheide. Ella va publicar un total de set rags, entre els quals The Thriller, que amb el temps esdevindria la seva obra més famosa.
May Aufderheide va tornar a Indianapolis el 1911, i va ser llavors quan va publicar la seva última composició instrumental per a piano, Novelty Rag.
A partir de 1912 va deixar d'escriure per a poder treballar amb el seu marit al sector bancari. El 1922, la parella va adoptar una filla: Lucy Kaufman. May ja no es dedicava a la música durant la dècada dels 30, i la família es traslladà a Califòrnia en la dècada dels 40.
Els últims anys de la seva vida, May Aufderheide es quedà en cadira de rodes, a causa de l'artritis. El seu marit va morir a finals de 1960, deixant-la sola a Pasadena (Califòrnia) durant dotze anys, fins al 1972.
Actualment es reconeix com una de les més populars dones pianistes compositores de ragtime.

## Obres

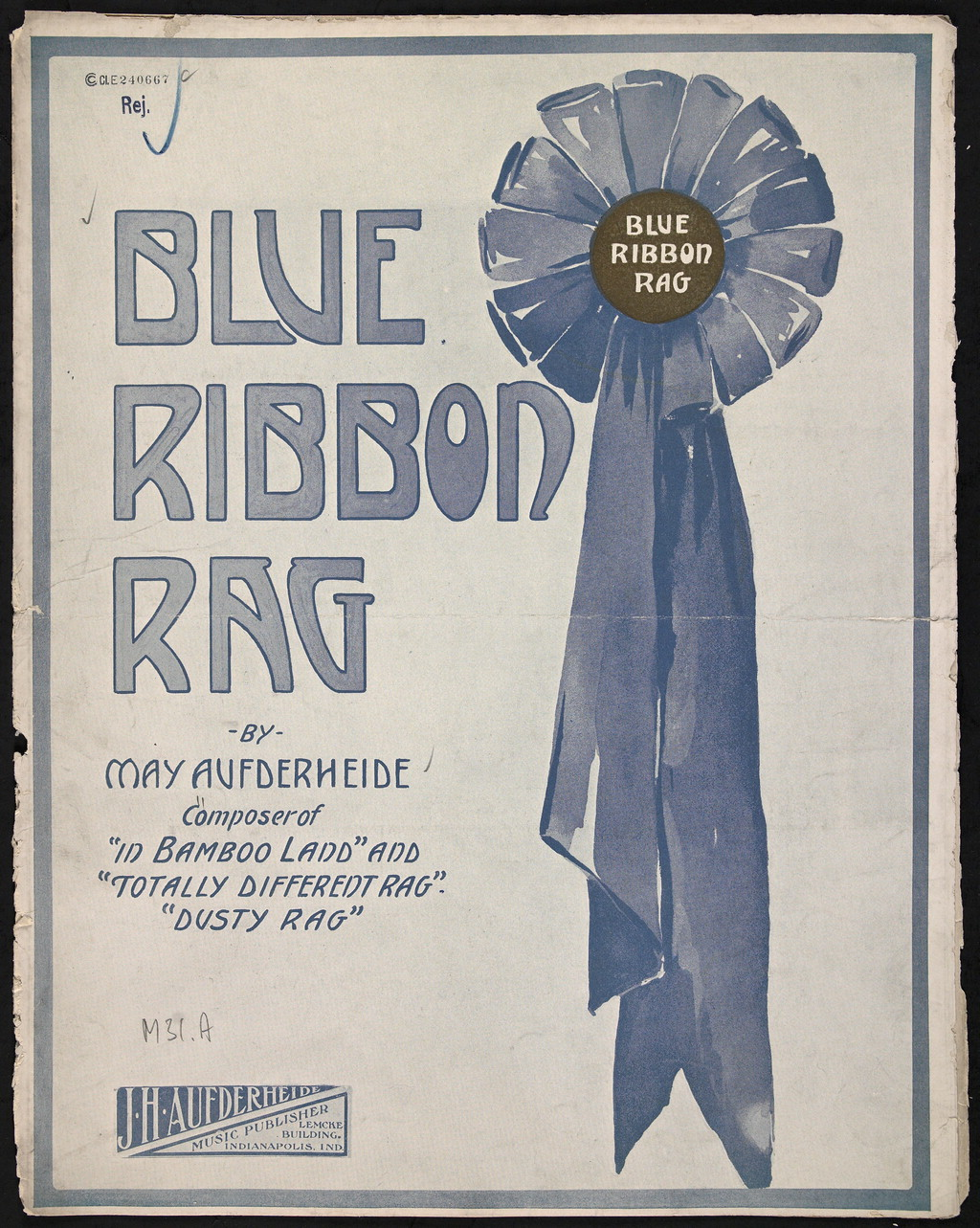
Blue Ribbon Rag, 1910.

1908
- Dusty Rag
- The Richmond Rag

1909
- The Thriller!
- Buzzer Rag
- I’ll Pledge My Heart to You

1910
- Blue Ribbon Rag
- A Totally Different Rag
- A Totally Different Rag Song
- In Bamboo Land
- My Girl of the Golden Days

1911
- Novelty Rag
- Pompeian Waltzes
- I Want a Patriotic Girl
- Drifting in Dreams With You
- You and Me in the Summertime
- I Want a Real Lovin' Man
- Pelham Waltzes

1912
- Dusty Rag Song